# Блемберг
Бле́мберґ (від нім. Blömberg) — табір переміщених осіб. Діяв на території курортного містечка біля Детмольта у Північній Вестфалії (Німеччина). Після 2-ї світової війни у Бльомберзі було розміщено деякі урядові установи Британської окупаційної влади. Осередок невеликої групи української інтелігенції, яка намагалася створити Центральний Допомоговий Комітет. У Бльомберзі в той час жило близько сотні українських утікачів. Після ліквідації табору Гайденау відкрито відділ видавництва «Заграва» (друкувало шкільні підручники для табірних шкіл, тижневик «Українське слово»).